# النجامية (عبس)
النجامية هي إحدى قرى عزلة بني حسن بمديرية عبس التابعة لمحافظة حجة، بلغ تعداد سكانها 91 نسمة حسب تعداد اليمن لعام 2004.